# 1870
1870 (MDCCCLXX) a fost un an obișnuit al calendarului gregorian care a început într-o zi de sâmbătă.

## Evenimente

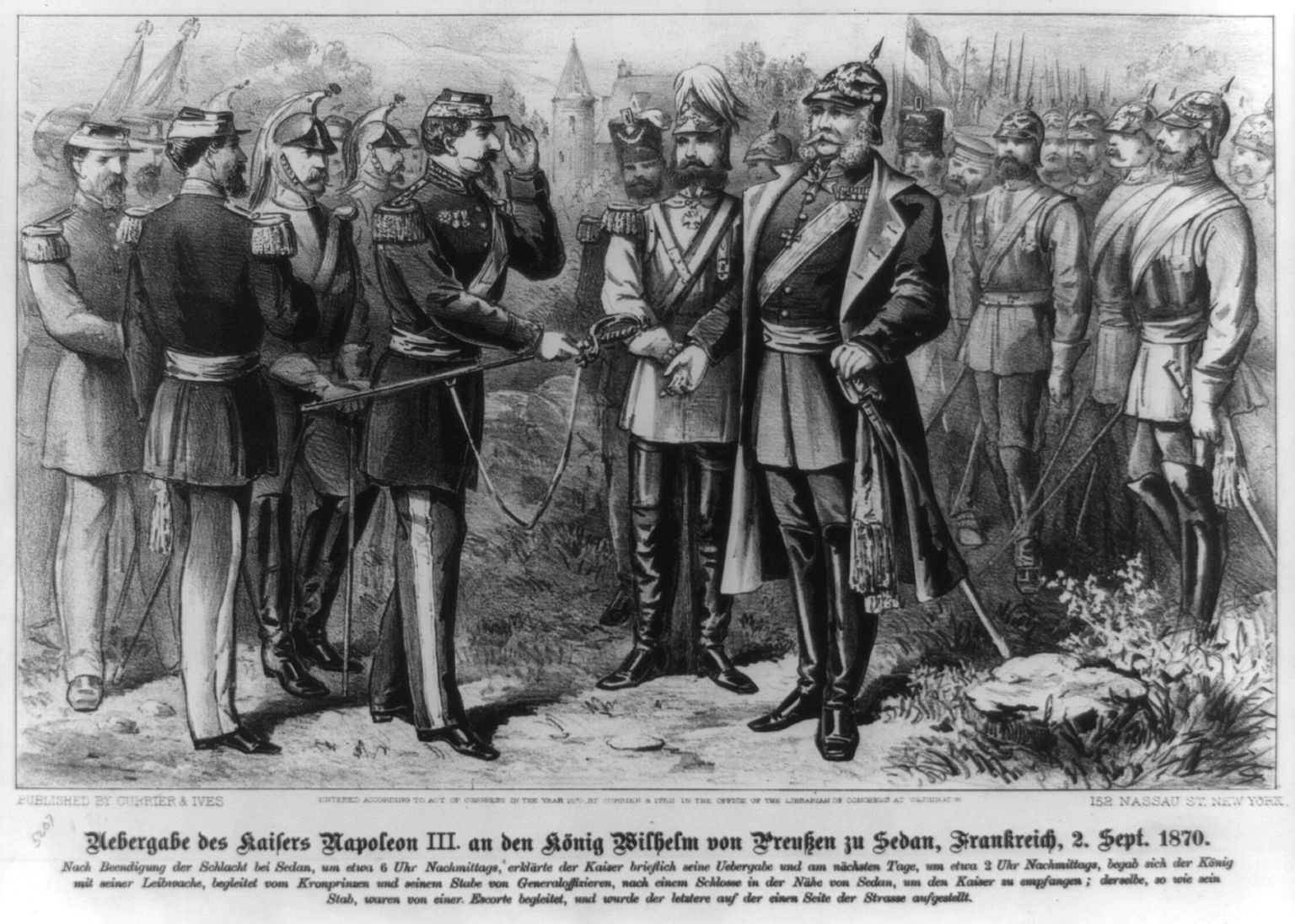
2 septembrie: Bătălia de la Sedan: forțele prusace înfrâng armata franceză și îl iau prizonier pe împăratul Napoleon al III-lea împreună cu alți 100.000 de soldați francezi.

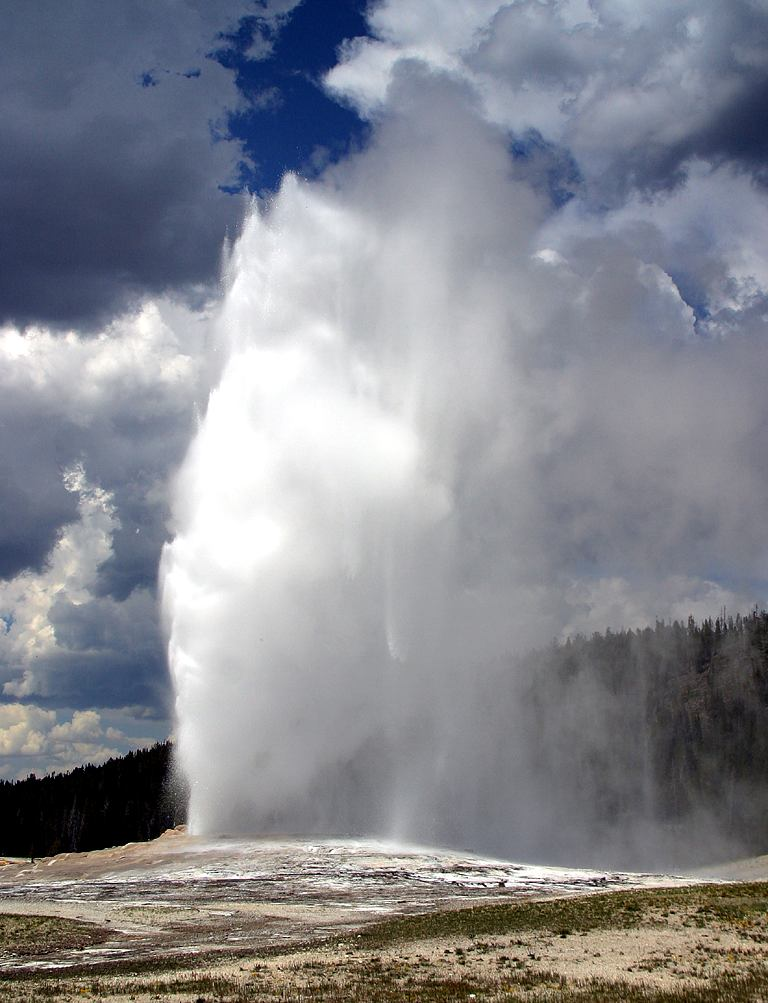
18 septembrie: Gheizerul Old Faithful este observat și numit de Henry D. Washburn în timpul expediției Washburn-Langford-Doane în Yellowstone.

### Ianuarie
- 3 ianuarie: A început construcția podului Brooklyn din New York, SUA. A fost finalizat în 1883 și are 1825 m.
- 22 ianuarie: Mihail Kogălniceanu demisioneză din guvern.

### Februarie
- 17 februarie: România: Camera validează alegerea ca deputat al lui Al.I. Cuza de către Colegiul III țărănesc din Mehedinți. Domnitorul Carol I îl invită să revină în țară ca deputat sau simplu particular (soția sa, doamna Elena, fiind la Ruginoasa). Cuza mulțumește, dar declară că motive însemnate îl silesc să nu primească această distincție.
- 24 februarie: S-a înființat Monetăria Statului.
- 27 februarie: "Cercul soarelui" steagul Japoniei este adoptat ca steag național pentru navele comerciale japoneze prin proclamația Daijō-Kan (Marele Consiliu de Stat).

### Iulie
- 18 iulie: Conciliul Vatican I adoptă constituția Pastor aeternus, care definește infailibilitatea papală în materie de credință și morală.
- 19 iulie: Războiul franco-prusac: Franța declară război Prusiei.

### August
- 8 august: Un grup de liberali radicali a organizat o conspirație republicană, care a izbutit să instaureze o republică de o zi la Ploiești, lipsită de sprijin popular și rapid pulverizată de un batalion al armatei, cunoscută în istorie ca Republica de la Ploiești.

### Septembrie
- 1-2 septembrie: Bătălia de la Sedan: forțele prusace conduse de Helmut Karl von Moltke înfrâng armata franceză și îl iau prizonier pe împăratul Napoleon al III-lea împreună cu alți 100.000 de soldați francezi.
- 4 septembrie: În Franța, guvernul provizoriu format de Léon Gambetta proclamă Republică; prima zi a celei de-A Treia Republică Franceză (1870-1940). Împărăteasa Eugénie pleacă în Anglia împreună cu copiii.
- 18 septembrie: Gheizerul Old Faithful este observat și numit de Henry D. Washburn în timpul expediției Washburn-Langford-Doane în Yellowstone.
- 19 septembrie: Armata prusacă începe asedierea Parisului; Léon Gambetta părăsește capitala și va încerca să organizeze rezistența în provincie.
- 29 septembrie: Prințul Carol Anton, tatăl domnitorului Carol I, îl îndeamnă pe acesta că, dacă nu obține modificarea Constituției, pentru a-i da puteri mai largi, să abdice.

### Octombrie
- 1 octombrie: Fiica domnitorului Carol I, Maria de România, este botezată la Cotroceni în rit ortodox (Carol I era catolic iar Elisabeta protestantă).
- 2 octombrie: Un plebiscit ținut la Roma susține cu 133.681 voturi la 1.507, anexarea orașului de către Italia.
- 6 octombrie: Roma devine capitala Italiei unificate.

### Noiembrie
- 10 noiembrie: Războiul franco-prusac continuă deși cauza formală a acestui război a căzut - pe tronul Spaniei nu a urcat nici unul din favoriții beligeranților, ci fiul regelui Victor Emanuel al Italiei, ducele de Aosta, ca regele Amedeo I
- 25 noiembrie: Domnitorul Carol I se plânge în fața puterilor garante de Constituția prea liberală, "atât de liberală, încât nici un popor din Europa n-are alta la fel" și își expune intenția de a abdica. Ziarul "Augsburger Allegemeine Zeitung" publică scrisoarea dată publicității de către Carol I cu motivele care îl determină să abdice. Presa românească va reproduce scrisoarea începând cu 21 ianuarie 1871.

### Nedatate
- Incendiu devastator în Istanbul, soldat cu 1.200 morți și 60.000 persoane rămase fără locuințe.
- Începe elaborarea "Dicționarului limbii române al Academiei".
- Se construiește primul pod metalic, podul Bem, peste Canalul Bega. La acea vreme existau în Timișoara, 71 de poduri numai peste Bega. Astăzi mai există doar 13 poduri.

## Arte, științe, literatură și filozofie
- A apărut, la București, revista Columna lui Traian, condusă de Bogdan Petriceicu Hașdeu
- În Convorbiri Literare a fost publicat poemul eminescian Epigonii
- Jules Verne publică Douăzeci de mii de leghe sub mări
- Nicolae Grigorescu primește pentru tabloul „Portretul marelui ban Năsturel-Herescu” medalia de aur la expoziția artiștilor în viață din acel an.

## Nașteri

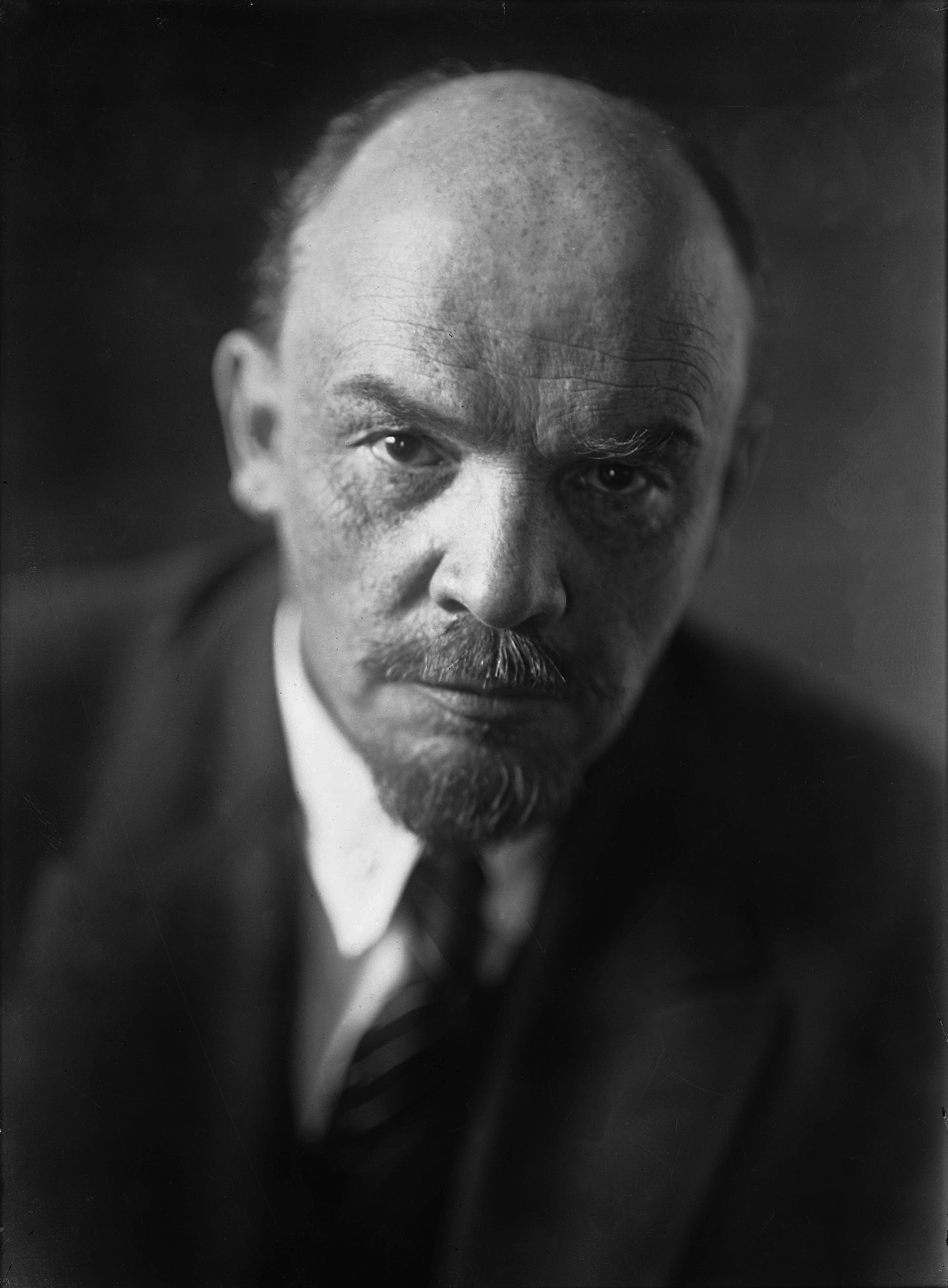
22 aprilie: Vladimir Lenin, revoluționar rus, primul lider al URSS

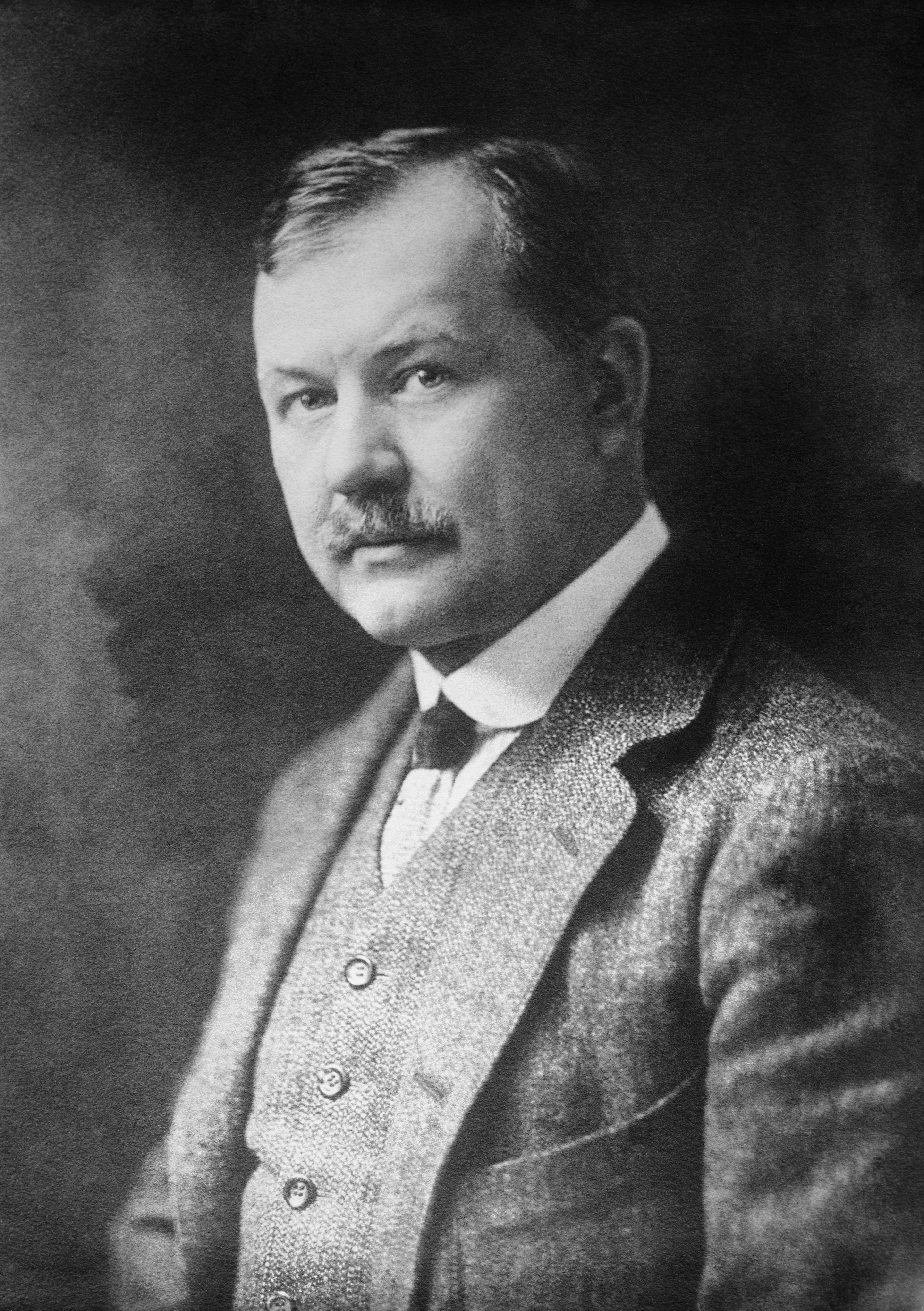
30 aprilie: Franz Lehár, compozitor austriac

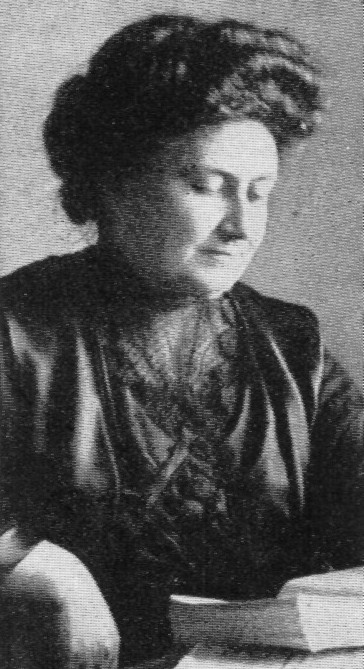
31 august: Maria Montessori, medic și pedagog italian

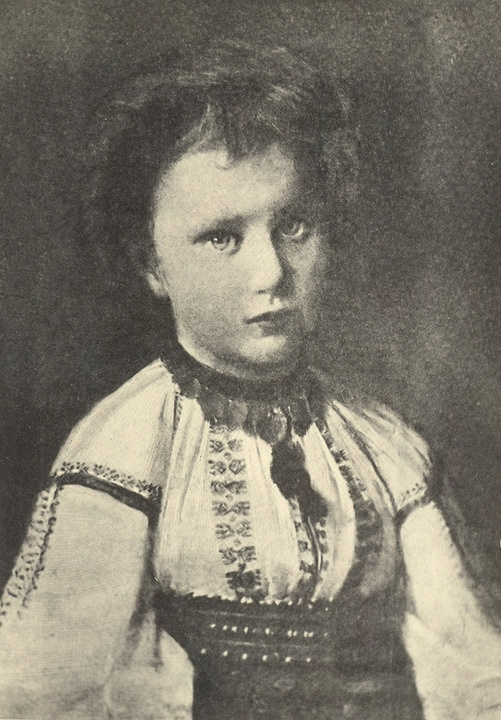
8 septembrie: Prințesa Maria, singurul copil al Regelui Carol I al României și al Reginei Elisabeta

- 3 ianuarie: Henry Handel Richardson, scriitoare australiană (d. 1946)
- 4 ianuarie: Maria Theresa de Löwenstein-Wertheim-Rosenberg, Ducesă de Braganza (d. 1935)
- 8 ianuarie: Miguel Primo de Rivera, ofițer și om politic spaniol, dictator al Spaniei (d. 1930)
- 17 ianuarie: Maria-Luiza de Bourbon-Parma, prințesă a Bulgariei (d. 1899)
- 1 februarie: George Ochialbi, pianist și violonist român (d. 1916)
- 11 martie: Louis Bachelier, matematician francez (d. 1946)
- 20 martie: Paul Emil von Lettow-Vorbeck, general-maior german (d. 1964)
- 14 aprilie: Victor Borisov-Musatov, pictor rus (d. 1905)
- 22 aprilie: Vladimir Lenin, revoluționar rus, primul lider al Uniunii Sovietice (d. 1924)
- 30 aprilie: Franz Lehár, compozitor austriac (d. 1948)
- 3 mai: Prințesa Elena Victoria de Schleswig-Holstein (d. 1948)
- 13 mai: Arhiducesa Margarete Sophie a Austriei, Ducesă Albrecht de Württemberg (d. 1902)
- 19 mai: Albert Fish, criminal în serie, violator, agresor de copii american (d. 1936)
- 13 iunie: Jules Bordet, imunolog și microbiolog belgian, laureat al Premiului Nobel (d. 1961)
- 14 iunie: Sofia a Prusiei, regină a Greciei, soția regelui Constantin I al Greciei (d. 1932)
- 22 iunie: Contesa Adelaide de Lippe-Biesterfeld, Prințesă de Saxa-Meiningen (d. 1948)
- 27 iunie: Jaime, Duce de Madrid, pretendent carlist la tronul Spaniei și pretendent legitimist la tronul Franței (d. 1931)
- 28 iunie: José María Gabriel y Galán, poet spaniol (d. 1905)
- 6 iulie: Margareta Clementina de Austria, prințesă de Thurn și Taxis (d. 1955)
- 12 iulie: Louis al II-lea, Prinț de Monaco (d. 1949)
- 19 iulie: Dumitru Pavelescu-Dimo, sculptor român (d. 1944)
- 8 august: Béla Ágai, scriitor, jurnalist și medic maghiar de origine evreiască (d. 1944)
- 27 august: Amado Nervo, poet, jurnalist și educator mexican (d. 1919)
- 30 august: Alexandra Georgievna a Greciei, Mare Ducesă a Rusiei (d. 1891)
- 31 august: Maria Montessori, medic și pedagog italian (d. 1952)
- 8 septembrie: Prințesa Maria, singurul copil al Regelui Carol I al României și al Reginei Elisabeta (d. 1874)
- 15 septembrie: Ludwig de Saxa-Coburg-Kohary (d. 1942)
- 26 septembrie: Regele Christian al X-lea al Danemarcei (n. Christian Carl Frederik Albert Alexander Vilhelm), (d. 1947)
- 30 septembrie: Jean Baptiste Perrin, fizician francez, laureat al Premiul Nobel (d. 1942)
- 8 octombrie: Marcelle Tinayre, scriitoare franceză (d. 1948)
- 22 octombrie: Ivan Bunin, scriitor rus, laureat al Premiului Nobel (d. 1953)
- 8 noiembrie: Gheorghe Mandicevschi,  compozitor, dirijor și pedagog român (d. 1997)
- 10 noiembrie: Prințul Carlos de Bourbon-Două Sicilii (d. 1949)
- 24 noiembrie: Vittorio Emanuele, Conte de Torino (d. 1946)
- 27 noiembrie: Simha Ben-Țion, scriitor și jurnalist român (d. 1932)
- 28 noiembrie: Nicolae Vasilescu-Karpen, om de știință, inginer, fizician și inventator român (d. 1964)
- 30 noiembrie: Prințesa Henriette a Belgiei, ducesă de Vendôme (d. 1948)
- 2 decembrie: Arhiducesa Louise de Austria, Prințesă Moștenitoare a Saxoniei (d. 1947)
- 14 decembrie: Ion Rusu Abrudeanu, publicist, om politic, deputat și senator român (d. 1934)
- 10 decembrie: Pierre Louÿs,  scriitor francez (d. 1925)
- 29 decembrie: Ioan A. Bassarabescu, scriitor român, membru corespondent al Academiei Române (d. 1952)
- 31 decembrie: Mbah Gotho, supercentenar indonezian (d. 2017)

### Nedatate
- State Dragomir, actor român de teatru (d. 1920)

## Decese

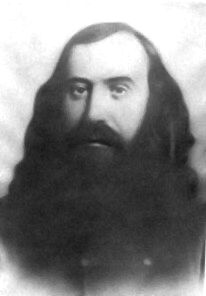
Eftimie Murgu, jurist și profesor de filosofie, om politic român

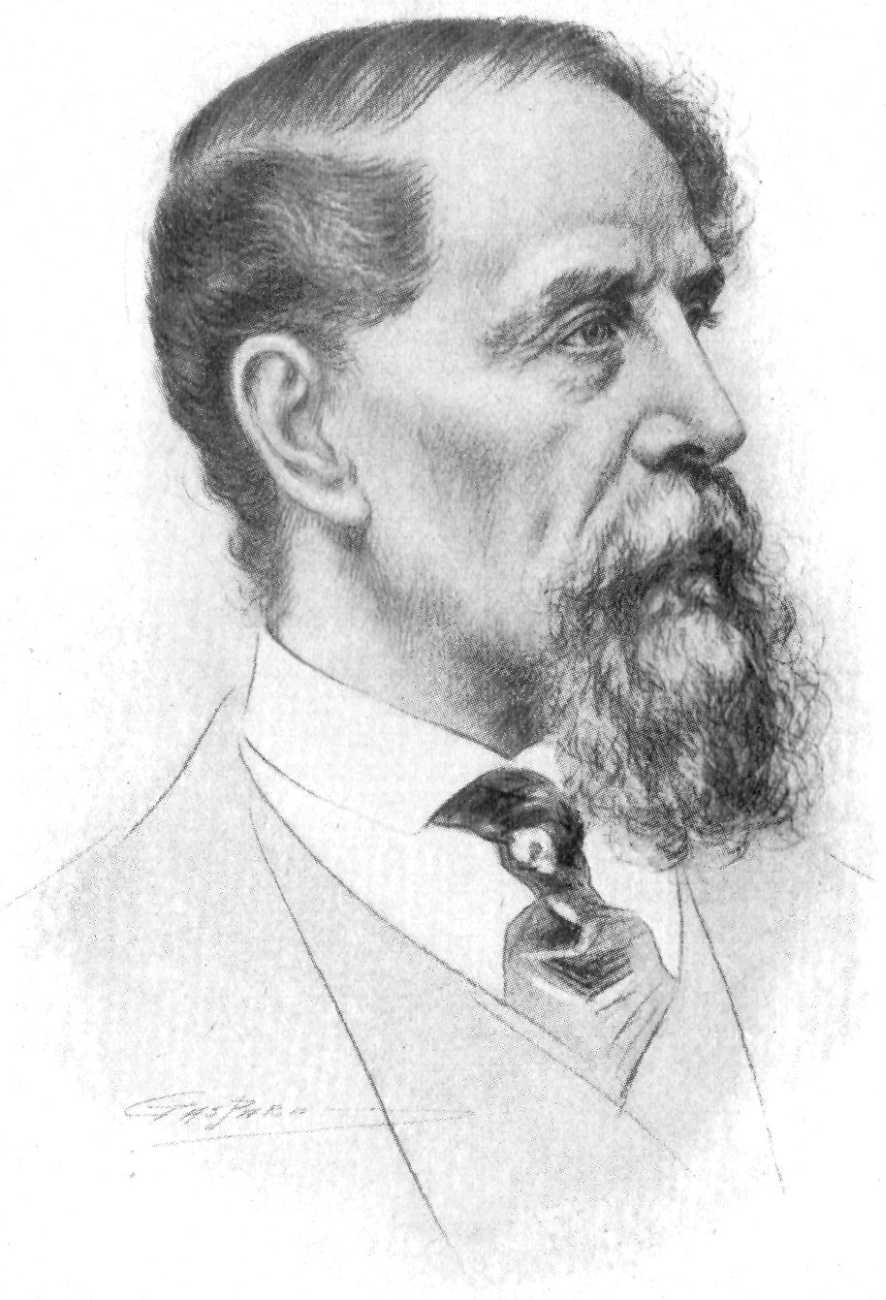
Charles Dickens, scriitor englez

- 9 ianuarie: Ferdinand von Wrangel (n. Ferdinand Friedrich Georg Ludwig), 73 ani, ofițer rus de origine balto-germană (n. 1797)
- 21 ianuarie: Aleksandr Herzen, 57 ani, prozator, filosof și democrat-revoluționar rus (n. 1812)
- 29 ianuarie: Leopold al II-lea, Mare Duce de Toscana (n. Leopold Johann Joseph Franz Ferdinand Karl), 72 ani (n. 1797)
- 3 februarie: Emanuil Gojdu, 67 ani, avocat al Imperiului austriac de etnie aromână (n. 1802)
- 9 martie: Théodore Labarre (n. Théodore François Joseph Labarre), 65 ani, compozitor și harpist francez (n. 1805)
- 12 martie: Infantele Enrique, Duce de Sevilla (n. Enrique María Fernando Carlos Francisco Luis), 46 ani (n. 1823)
- 25 martie: Gheorghe Burada, 39 ani, muzician român, dirijor de cor, compozitor și profesor de teorie-solfegii (n. 1831)
- 15 aprilie: Marianna Marquesa Florenzi (n. Marianna Bacinetti), 67 ani, nobilă italiană și translator de lucrări filosofice (n. 1802)
- 17 aprilie: Caroline Ferdinande, Ducesă de Berry (n. Maria Carolina Ferdinanda Luisa), 71 ani, fiica regelui Francisc I al celor Două Sicilii (n. 1798)
- 29 aprilie: Juan Crisóstomo Falcón, 50 ani, președinte al Venezuelei (1863-1868), (n. 1820)
- 30 aprilie: Eftimie Murgu, 64 ani, jurist și profesor de filosofie, om politic român (n. 1805)
- 1 mai: Gabriel Lamé, 74 ani, matematician francez (n. 1795)
- 9 mai: Prințul Frederic de Württemberg (n. Friedrich Karl August), 62 ani (n. 1808)
- 9 iunie: Charles Dickens (n. Charles John Huffam Dickens), 58 ani, scriitor englez (n. 1812)
- 20 iunie: Jules de Goncourt (n. Jules-Alfred Huot de Goncourt), 39 ani, scriitor francez (n. 1830)
- 14 august: David Farragut (n. David Glasgow Farragut), 69 ani, ofițer al Marinei SUA în timpul Războiului Civil American (n. 1801)
- 23 septembrie: Prosper Mérimée, 66 ani, scriitor francez (n. 1803)
- 12 octombrie: Robert E. Lee (n. Robert Edward Lee), 63 ani, ofițer și inginer american (n. 1807)
- 21 noiembrie: Karel Jaromír Erben, 59 ani, poet și folclorist ceh (n. 1811)
- 24 noiembrie: Contele de Lautréamont (n. Isidore Lucien Ducasse), 24 ani, poet francez, precursor al poeziei moderne (n. 1846)
- 5 decembrie: Alexandre Dumas tatăl, 68 ani, scriitor francez (n. 1802)
- 6 decembrie: Prințesa Louise a Prusiei (n. Luise Auguste Wilhelmine Amalie), 62 ani (n. 1808)
- 12 decembrie: Augustus Meineke (n. Johann Albrecht Friedrich August Meineke), 80 ani, savant german (n. 1790)

### Nedatate
- Domnița Ralu Caragea, 69 ani, actriță greacă, fiica cea mai mică a domnitorului fanariot Ioan Gheorghe Caragea (n. 1799)